# La Mosquée (Renoir)
Pour les articles homonymes, voir La Mosquée.
La Mosquée – ou Fête arabe – est un tableau réalisé par le peintre français Auguste Renoir en 1881. Cette huile sur toile impressionniste est un paysage urbain qui représente une foule entourant cinq musiciens pendant une fête au pied des ruines des remparts d'Alger. Ces remparts étaient autrefois des murailles détruites plusieurs décennies plus tôt par l'armée française. En arrière-plan, on aperçoit la Casbah, dominée par un minaret. Reçue en don en 1957, l'œuvre est conservée au musée d'Orsay, à Paris.